# Блатна Вас
Блатна Вас (хорв. Blatna Vas) — населений пункт у Хорватії, в Істрійській жупанії у складі міста Бузет.

## Населення
Населення за даними перепису 2011 року становило 7 осіб.
Динаміка чисельності населення поселення:

## Клімат
Середня річна температура становить 12,08 °C, середня максимальна – 25,53 °C, а середня мінімальна – -2,12 °C. Середня річна кількість опадів – 1247 мм.
| Клімат поселення                              | Клімат поселення | Клімат поселення | Клімат поселення | Клімат поселення | Клімат поселення | Клімат поселення | Клімат поселення | Клімат поселення | Клімат поселення | Клімат поселення | Клімат поселення | Клімат поселення | Клімат поселення |
| Показник                                      | Січ.             | Лют.             | Бер.             | Квіт.            | Трав.            | Черв.            | Лип.             | Серп.            | Вер.             | Жовт.            | Лист.            | Груд.            |                  |
| Середній максимум, °C                         | 9,29             | 10,05            | 12,77            | 16,46            | 21,16            | 24,92            | 25,53            | 24,97            | 20,76            | 16,25            | 11,35            | 8,46             |                  |
| Середня температура, °C                       | 3,59             | 4,36             | 7,07             | 10,76            | 15,47            | 19,22            | 21,72            | 21,16            | 16,96            | 12,44            | 7,55             | 4,65             |                  |
| Середній мінімум, °C                          | −2,12            | −1,34            | 1,35             | 5,05             | 9,76             | 13,52            | 17,92            | 17,38            | 13,14            | 8,64             | 3,74             | 0,84             |                  |
| Норма опадів, мм                              | 93               | 74               | 93               | 102              | 91               | 108              | 75               | 102              | 108              | 138              | 143              | 120              |                  |
| Середньомісячна швидкість вітру, м/с          | 1.66             | 1.92             | 2.14             | 2.17             | 1.97             | 1.88             | 1.84             | 1.76             | 1.70             | 1.81             | 1.86             | 1.78             |                  |
| Середньомісячна сонячна радіація, кДж/м²·день | 4488             | 7350             | 10537            | 14797            | 18982            | 20494            | 21470            | 18382            | 13795            | 8908             | 4873             | 3717             |                  |
| --------------------------------------------- | ---------------- | ---------------- | ---------------- | ---------------- | ---------------- | ---------------- | ---------------- | ---------------- | ---------------- | ---------------- | ---------------- | ---------------- | ---------------- |
| Джерело:                                      |                  |                  |                  |                  |                  |                  |                  |                  |                  |                  |                  |                  |                  |